# Jim Ringo
James Stephen „Jim“ Ringo (* 21. November 1931 in Orange County, New York; † 19. November 2007 in Chesapeake, Virginia) war ein US-amerikanischer American-Football-Spieler und -Trainer und ist Mitglied der Pro Football Hall of Fame. Er wurde im Laufe seiner Karriere zehnmal zum Pro Bowl ausgewählt.

## Karriere

### Als Spieler
Ringo spielte High-School-Football an der Phillipsburg High School in Phillipsburg, New Jersey. Später spielte er an der Syracuse University.
1953 wurde er im Entry Draft von den Green Bay Packers verpflichtet, wo er elf Jahre lang spielte. Seine überdurchschnittliche Spurtstärke und Technik machten ihn zu einem der besten Center seiner Zeit. Bei den Packers und spielte unter vier verschiedenen Trainern, die erfolgreichste Zeit hatte er 1959–1963 unter dem vierten Trainer, Vince Lombardi. In der Saison 1964 wurde er nach 126 aufeinanderfolgenden Spielen an die Philadelphia Eagles abgegeben, die Gründe hierfür sind nicht bekannt. Ringo beendete seine Karriere bei den Eagles nach der Saison 1967.

### Als Trainer
Ringo arbeitete als Co-Trainer bei den Los Angeles Rams, Buffalo Bills, Chicago Bears, New England Patriots und den New York Jets. 1976 arbeitete er als Head Coach für die Buffalo Bills und trainierte unter anderem O. J. Simpson.